# Young the Giant
Young the Giant is een Amerikaanse alternatieve-rockband. In 2004 richtten Sameer Gadhia, Jacob Tilley, Ehson Hashemian en Sean Fischer het bandje The Jakes op. Zij groeiden op in dezelfde buurt in Irvine (Californië) en zaten toen bij elkaar op school. Op 25 januari 2011 bracht Roadrunner Records hun debuutalbum uit.

## Bezetting

### Huidige leden
- Sameer Gadhia - zang, percussie (2004-heden)
- Jacob Tilley - gitaar (2004-heden)
- Eric Cannata - gitaar, zang (2007-heden)
- Payam Doostzadeh - basgitaar (2008-heden)
- François Comtois - drums, percussie, zang (2007-heden)

### Voormalige leden
- Ehson Hashemian - keyboard, piano, synthesizer (2004-2009)
- Jason Burger - drums (2008)
- Sean Fischer - drums (2004-2007)

## Discografie

### Albums
| Album met eventuele hitnotering(en) in de Nederlandse Album Top 100 | Datum van verschijnen | Datum van binnenkomst | Hoogste positie | Aantal weken | Opmerkingen |
| ------------------------------------------------------------------- | --------------------- | --------------------- | --------------- | ------------ | ----------- |
| Young the Giant                                                     | 29-04-2011            | 14-05-2011            | 29              | 14           |             |
| Mind over Matter                                                    | 21-01-2014            | 25-01-2014            | 32              | 2            |             |
| Home of the Strange                                                 | 12-08-2016            | 20-08-2016            | 91              | 1            |             |
| Mirror Master                                                       | 12-10-2018            |                       |                 |              |             |

### Singles
| Single met eventuele hitnotering(en) in de Nederlandse Top 40 | Datum van verschijnen | Datum van binnenkomst | Hoogste positie | Aantal weken | Opmerkingen                 |
| ------------------------------------------------------------- | --------------------- | --------------------- | --------------- | ------------ | --------------------------- |
| My Body                                                       | 2011                  | 16-07-2011            | tip2            | 10           | Nr. 56 in de Single Top 100 |
| Cough Syrup                                                   | 2011                  | 19-11-2011            | tip2            | 2            | Nr. 95 in de Single Top 100 |